# Barking
Barking est une ville du borough londonien de Barking and Dagenham, en Angleterre. Elle est située à 14,6 km à l'est de Charing Cross. C'est l'un des 35 centres majeurs (major centres) du plan londonien.

## Personnalités
- Trevor Brooking (1948-), footballeur anglais né à Barking.
- David Evans alias "The Edge" (1961-), guitariste irlandais du groupe U2 né à Barking.
- John Terry (1980-), footballeur anglais né à Barking.